# Hansol Paper
Hansol Paper ist ein koreanischer Papierhersteller. Er zählt zu den weltweit größten Lieferanten von Spezialpapier, insbesondere von Thermopapier.
Das Unternehmen wurde 1965 als Saehan Paper gegründet und änderte 1992 seinen Namen in Hansol Paper.
2013 übernahm Hansol die dänische Schades Group, Europas größten Hersteller von Papierrollen für Scannerkassen. 2014 folgte die Übernahme von Telrol aus den Niederlanden.